# Petrus-Ferdinand Francen
Petrus-Ferdinand Francen, né le 21 octobre 1898 à Hoeleden et décédé le 23 novembre 1972 à Tirlemont, fut un homme politique belge socialiste.
Francen fut secrétaire communal de Hoeleden et agriculteur jusque 1933. 
Il fut élu conseiller communal (1927-33) et bourgmestre (1933) de Hoeleden, sénateur provincial (1946-54) de la province de Brabant; sénateur de l'arrondissement de Louvain (1954-61).
Il fut créé chevalier et officier de l'ordre de Léopold; décoré de la médaille civile d'ancienneté de service - 1e classe-Or.

## Sources
- Bio sur ODIS